# Liste der Biografien/Polk
Liste der Biografien |
Portal Biografien |
Personensuche
# |
A |
B |
C |
D |
E |
F |
G |
H |
I |
J |
K |
L |
M |
N |
O |
P |
Q |
R |
S |
T |
U |
V |
W |
X |
Y |
Z |
?
 
Pa |
Pc |
Pe |
Pf |
Ph |
Pi |
Pj |
Pk |
Pl |
Pm |
Pn |
Po |
Pr |
Ps |
Pt |
Pu |
Pv |
Pw |
Py
 
Poa |
Pob |
Poc |
Pod |
Poe |
Pof |
Pog |
Poh |
Poi |
Poj |
Pok |
Pol |
Pom |
Pon |
Poo |
Pop |
Por |
Pos |
Pot |
Pou |
Pov |
Pow |
Pox |
Poy |
Poz
 
Pola |
Polc |
Pold |
Pole |
Polf |
Polg |
Polh |
Poli |
Polj |
Polk |
Poll |
Polm |
Poln |
Polo |
Pols |
Polt |
Polu |
Polv |
Polw |
Poly |
Polz
Die Liste der Biografien führt alle Personen auf, die in der deutschsprachigen Wikipedia einen Artikel haben. Dieses ist eine Teilliste mit 48 Einträgen von Personen, deren Namen mit den Buchstaben „Polk“ beginnt.

## Polk
- Polk, Albert F. (1869–1955), US-amerikanischer Politiker
- Polk, Amanda (* 1986), US-amerikanische Ruderin
- Polk, C. L. (* 1969), kanadische Fantasy-Autorin
- Polk, Charles (1788–1857), US-amerikanischer Politiker
- Polk, Doug (* 1988), US-amerikanischer Pokerspieler
- Polk, Frank (1871–1943), US-amerikanischer Diplomat
- Polk, George (* 1913), US-amerikanischer linksgerichteter Journalist
- Polk, James (1940–2024), US-amerikanischer Jazz-, Funk- und Soulmusiker (Piano, Orgel, Komposition, auch Bass, Saxophon und Posaune)
- Polk, James G. (1896–1959), US-amerikanischer Politiker
- Polk, James H. (1911–1992), US-amerikanischer Offizier
- Polk, James K. (1795–1849), US-amerikanischer Politiker, elfter Präsident der Vereinigten Staaten (1845–1849)James K. Polk (1795–1849)

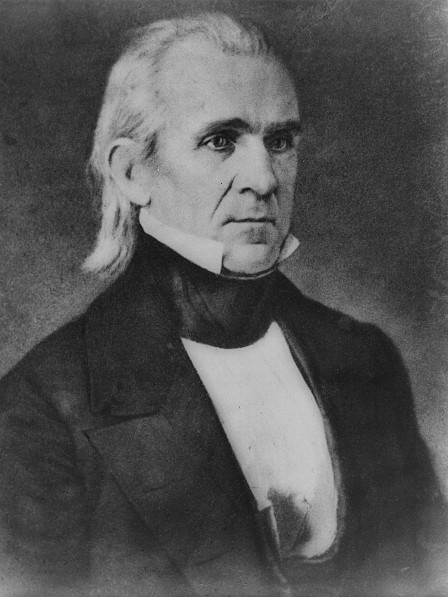
James K. Polk (1795–1849)

- Polk, Leonidas (1806–1864), General der Konföderierten
- Polk, Lucy Ann (1927–2011), US-amerikanische Jazz- und Big-Band-Vokalistin
- Polk, Moritz (* 1990), deutscher Hockeyspieler
- Polk, Oscar (1899–1949), US-amerikanischer Schauspieler
- Polk, Rufus King (1866–1902), US-amerikanischer Politiker
- Polk, Sarah (1803–1891), US-amerikanische First Lady (1845–1849)
- Polk, Steven R., US-amerikanischer Offizier, Generalleutnant der US Air Force
- Polk, Tori (* 1983), US-amerikanische Weitspringerin
- Polk, Trusten (1811–1876), US-amerikanischer Politiker
- Polk, William Hawkins (1815–1862), US-amerikanischer Politiker
- Polk, William R. (1929–2020), US-amerikanischer Historiker und politischer Berater

### Polka
- Polkamp, Sophie (* 1984), niederländische Hockeyspielerin

### Polke
- Polke, Anna (* 1964), deutsche Schauspielerin und Fotografin
- Polke, Christian (1980–2023), deutscher evangelischer Theologe und Hochschullehrer
- Polke, Emil (1858–1930), österreichischer Politiker (SdP), Abgeordneter zum Nationalrat
- Polke, Johannes (1931–2013), deutscher evangelischer Theologe, Heimatforscher und Journalist
- Polke, Martin (1930–2018), deutscher Industrie-Physiker, Manager
- Polke, Sigmar (1941–2010), deutscher Maler und FotografSigmar Polke (1941–2010)

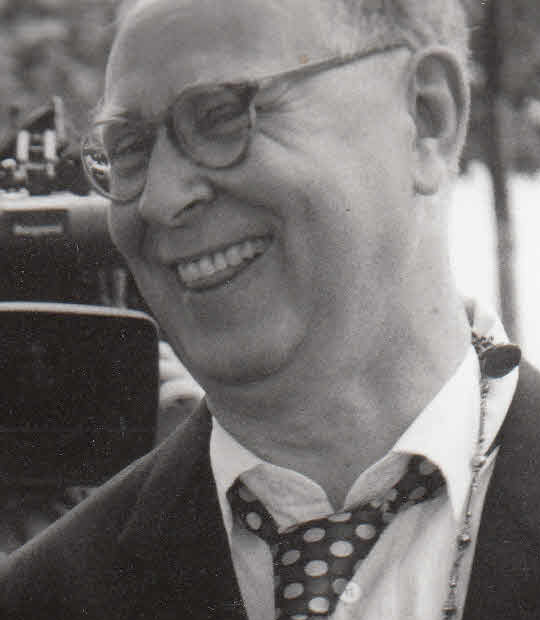
Sigmar Polke (1941–2010)

- Polke, Wilfrid (1932–2014), deutscher Bildhauer und Maler
- Polke-Majewski, Karsten, deutscher Journalist und Autor
- Polkehn, Klaus (1931–2008), deutscher Journalist und Schriftsteller
- Polkehn, Walter (1921–1985), deutscher Politiker (SPD), MdB

### Polki
- Pölking, Alexandré (* 1976), deutsch-brasilianischer Fußballspieler und -trainer
- Pölking, Clemens (1915–1967), deutscher Politiker (CDU), MdL
- Pölking, Fritz (1936–2007), deutscher Naturfotograf und Verleger
- Pölking, Moses (* 1997), deutscher Basketballspieler
- Polkinghorne, Clare (* 1989), australische Fußballspielerin
- Polkinghorne, John (1930–2021), britischer Physiker und anglikanischer TheologeJohn Polkinghorne (1930–2021)

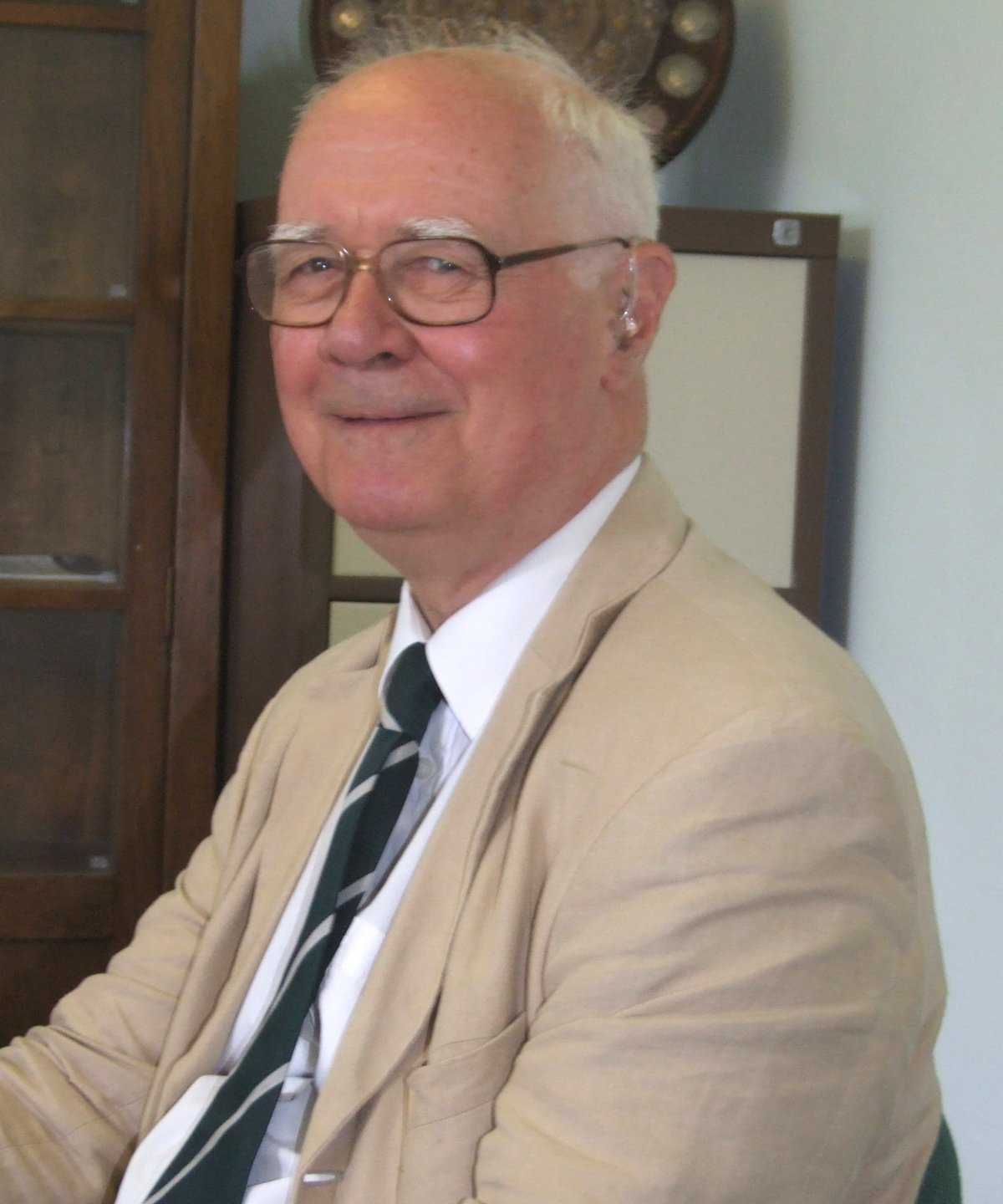
John Polkinghorne (1930–2021)

### Polko
- Polko, Elise (1823–1899), deutsche Dichterin und Sängerin
- Polko, Roman (* 1962), polnischer Militär, Generalmajor der polnischen Streitkräfte
- Polkorab, Rosemarie (1947–2009), österreichische Politikerin (SPÖ), Landtagsabgeordnete
- Pölkow, Hans (1935–2021), deutscher Fotograf
- Pölkow, Julius (1866–1926), deutscher Schullehrer und Politiker (DNVP, DVFP), MdL
- Polkownikow, Georgi Petrowitsch (1883–1918), Chef des Petrograder Militärbezirks während der Oktoberrevolution im Herbst 1917
- Polkowski, Jan (* 1953), polnischer Lyriker und Redakteur

### Polku
- Polkunen, Sirkka (1927–2014), finnische Skilangläuferin

### Polky
- Polky, Karsten (* 1964), deutscher Ringer